# 長岑恒範
長岑 恒範（ながみね の つねのり、生没年不詳）は、平安時代前期の貴族。氏は長峯とも記される。姓は宿禰。右京権大夫・長岑高名の近親か。官位は従五位上・筑前権介。

## 経歴
清和朝初頭に左大史を務め、貞観8年（866年）正月に外従五位下・伊豆守に叙任されるが、まもなく右京権亮として京官に復す。翌貞観9年（867年）正月に筑前権介に任ぜられ、再び地方官に転じた。筑前権介在職中の貞観11年（869年）内位の従五位下に叙せられている。
陽成朝の元慶3年（879年）従五位上に昇叙された。

## 官歴
『日本三代実録』による。
- 時期不詳：正六位上。左大史
- 貞観8年（866年） 正月7日：外従五位下。正月13日：伊豆守。正月23日：右京権亮
- 貞観9年（867年） 正月12日：筑前権介
- 貞観11年（869年） 正月7日：従五位下（内位）
- 元慶3年（879年） 11月25日：従五位上